# Hjalmar Mosén
Carl Wilhelm Hjalmar Mosén, född den 14 maj 1841 i Stora Tuna socken, död den 27 september 1887 i Stockholm, var en svensk botanist.
Mosén företog på bekostnad av mecenaten Anders Fredrik Regnell en resa till Brasilien och samlade 1873–76 för dennes räkning i Minas Gerais och São Paulo ett mycket rikt och med stor skicklighet preparerat herbarium. Jämte Regnells egna samlingar från Caldas blev Moséns växter grundstommen till Riksmuseets "Herbarium Regnellianum". 
Mosén var den förste innehavaren av den genom donation från Regnell inrättade Regnellska amanuensbefattningen vid Riksmuseet, 1872–73 och 1876–83. Han författade några bryologiska uppsatser och några skildringar från Brasilien.